# الأم القاتلة (فلم)
المرأة القاتلة، هو فيلم مصري من إنتاج عام 1952. الفيلم بطولة علي الكسار، تحية كاريوكا وشادية ومن إخراج أحمد كامل مرسي.

## قصة الفيلم
مهندس متزوج وله ولد وابنة، ينساق في غرام راقصة تنصب شباكها حوله بمساعدة صديقها حتى يتورط في هذه العلاقة وتتزوجه طمعًا في ثروته، وفعلا يتم ذلك دون علم الزوجة والأولاد، يعلم خطيب الابنة بما وقع فيه والدها فيحاول أن ينقذه إلا أن الراقصة تنجح في إيقاع الخطيب في شباكها. لا تجد الابنة مفرًّا من إبلاغ أمها بذلك، تسعى الأم للراقصة وتحاول التفاهم معها لتتخلى عن خطيب ابنتها، ولكنها ترفض فتضطر الأم إلى قتلها وبهذه التضحية تعود الطمأنينة للأسرة.

## طاقم العمل

### الإخراج
- أحمد كامل مرسي (مخرج)
- عبد الرؤوف الشافعي (مساعد الإخراج)

### التأليف
- محمود المليجي (قصة وحوار)

### التمثيل
- تحية كاريوكا
- شادية
- علوية جميل
- حسين رياض
- محمود المليجي
- فؤاد شفيق
- علي الكسار

## وصلات خارجية
- مقالات تستعمل روابط فنية بلا صلة مع ويكي بيانات